# Le Feu de Dieu
Pour l’article homonyme, voir Le Feu de Dieu (film).
Le Feu de Dieu est un roman de fiction apocalyptique écrit par Pierre Bordage et publié Au Diable Vauvert en mars 2009.

## Synopsis
Franx est un scientifique qui a construit un bunker fortifié autonome capable d'héberger une dizaine de personnes dans le Périgord, le Feu de Dieu, en prévision d'un bouleversement géologique mondial qui entraînera une nuit de plusieurs années et des températures glaciales.
Cependant, quand la catastrophe arrive, il se trouve à Paris tandis que sa femme et ses deux enfants sont sous l'emprise d'un dangereux paranoïaque, le seul qui n'ait pas quitté le Feu de Dieu. Pendant que Franx sauve une petite fille muette dotée de pouvoirs psychiques, sa famille tente par tous les moyens de résister à Jim, le paranoïaque.

## Citation
« Les hommes tirent des vérités universelles des fragments qu'ils expérimentent avec leurs sens. Il se saisissent de l'éphémère et le proclament éternel. Et gare à celui qui observe un autre fragment et leur oppose une autre vérité. »

— Pierre Bordage, Le Feu de Dieu